# Alexander Kandiloros
Alexander Kandiloros, född 8 november 1983 i Stockholm, är svensk entreprenör och jurist med grekiskt ursprung.
Tillsammans med Navid Modiri grundade han 2009 inspirationsnätverket 365 saker du kan göra efter att de två arbetat på Filmkrönikan tillsammans, där Modiri var programledare och Kandiloros programmets sista recensent. Kandiloros har gett ut flera böcker om populärkultur och driver sedan 2011 förlaget Ninja Print som främst ger ut sällskapsspel.
Hans intresse för juridik baseras enligt en intervju på en vilja att slåss för den lilla killen, som visat sig under studietiden då han uppmärksammade lesbiska kvinnors rätt till provbefruktning, förändrade Västtrafiks regelverk att bli mer flexibelt, och var en av juristerna som tog strid mot att Radiotjänst i Kiruna AB började kräva licenspengar från mobil- och datorägare. Han försvarade under samma period framgångsrikt normkritiske Genusfotografen i rätten och anti-rasistiska nätverket Inte rasist men.